# Faustball-Europameisterschaft 2010
Die Faustball-Europameisterschaft 2010 der Männer fand vom 27. bis 29. August in Ermatingen am Bodensee in der Schweiz statt. Neben dem Gastgeber Schweiz hatten sich sechs weitere Nationalmannschaften für das Turnier gemeldet.
Ausgerichtet wurde die Faustball-Europameisterschaft vom STV Ermatingen.

## Teilnehmer
- Deutschland

Sascha Zaebe, Patrick Thomas, Steve Schmutzler, Fabian Sagstetter, Kolja Meyer, Marco Lochmahr, Christian Kläner, Marc Krüger, Adrian Debus, Michael Marx und Sascha Ball
- Italien

Thomas Vonmetz, Florian Rottensteiner, Thomas Meran, Tobias Prudenziati, Lukas Tovazzi, Philipp Frasnelli, Christian Scartezzini, Fabian Obexer, Armin Runer und Simon Prudenziati
- Katalonien

Daniel Sarrión, Oscar Suárez, Luis González, Jordi Matador, Javier Ruiz, Antoni Bernadet, Jordi Cantó und Bernat Poch
- Österreich

Dennis Brulc, M. Feichtenschlager, Dominik Hofer, Klemens Kronsteiner, Dietmar Weiß, Benedikt Eglseer, Manuel Helmberger, Christian Leitner, Harald Pühringer, Karl Rick, Siegfried Simon, Klaus Thaller und Stefan Winterleitner
- Schweiz

Cyrill Schreiber, Marco Baumann, Cyrill Jäger, Martin Dünner, Dominik Guggerli, Manuel Sieber, Stefan Ziegler, Marcel Eicher und Ueli Frischknecht
- Serbien

Aleksandar Milojevic, Milos Milurovic, Ivan Milenkovic, Nikola Biberovic, Milan Kavaric, Vojislav Skoric, Zoran Cvetkovic, Mirko Neskovic, Marko Stojanovic, Nenad Kovacevic, Dusan Zezelj, Sinisa Pantovic, Sasa Jovic, Zoran Jovancovic und Dusan Ilic
- Tschechien

Michal Krajicek, Petr Kuna, Michael Beck, Jakub Hobza, Martin Zivny, Robert Forman, Jan Mazal jr., Jan Forst und Daniel Mazal

## Spielplan
| Gruppe A    | Gruppe B   |
| ----------- | ---------- |
| Schweiz     | Serbien    |
| Österreich  | Katalonien |
| Deutschland | Tschechien |
| Italien     |            |

### Gruppenspiele
| Fr., 27. August 2010, 10.30 Uhr |             |   |             |                                       |
| Spiel 1                         | Schweiz     | – | Italien     | 3 : 0 (11:6, 11:5, 11:3)              |
| Spiel 2                         | Serbien     | – | Tschechien  | 2 : 3 (11:7, 7:11, 11:9, 7:11, 12:14) |
| Fr., 27. August 2010, 14.15 Uhr |             |   |             |                                       |
| Spiel 3                         | Österreich  | – | Deutschland | 3 : 1 (9:11, 11:8, 11:7, 11:9)        |
| Spiel 4                         | Serbien     | – | Katalonien  | 3 : 0 (11:4, 11:7, 11:9)              |
| Spiel 5                         | Deutschland | – | Italien     | 3 : 0 (11:3, 11:3, 11:6)              |
| Fr., 27. August 2010, 18.00 Uhr |             |   |             |                                       |
| Spiel 6                         | Schweiz     | – | Österreich  | 2 : 3 (9:11, 7:11, 11:7, 11:5, 10:12) |
| Sa., 28. August 2010, 10.30 Uhr |             |   |             |                                       |
| Spiel 7                         | Österreich  | – | Italien     | 3 : 0 (11:5, 11:4, 11:8)              |
| Spiel 8                         | Katalonien  | – | Tschechien  | 2 : 3 (11:7, 8:11, 14:15, 11:6, 6:11) |
| Spiel 9                         | Schweiz     | – | Deutschland | 2 : 3 (5:11, 8:11, 11:5, 11:9, 7:11)  |

### Zwischenrunde
| Sa., 28. August 2010, 14.15 Uhr |             |   |            |                                         |
| Spiel 10                        | Italien     | – | Tschechien | 3 : 1 (11:7, 11:6, 9:11, 11:9)          |
| Sa., 28. August 2010, 15.30 Uhr |             |   |            |                                         |
| Spiel 11                        | Deutschland | – | Schweiz    | 2 : 3 (8:11, 9:11, 11:8, 11:7, 5:11)    |
| Spiel 12                        | Tschechien  | – | Katalonien | 3 : 0 (11:8, 11:7, 11:7)                |
| Sa., 28. August 2010, 18.00 Uhr |             |   |            |                                         |
| Spiel 13                        | Österreich  | – | Italien    | 3 : 1 (9:11, 11:7, 11:8, 11:9)          |
| So., 29. August 2010, 09.30 Uhr |             |   |            |                                         |
| Spiel 14                        | Serbien     | – | Katalonien | 3 : 1 (11:8, 11:0, 7:11, 11:7)          |
| So., 29. August 2010, 10.45 Uhr |             |   |            |                                         |
| Spiel 15                        | Tschechien  | – | Serbien    | 2 : 3 (11:9, 11:13, 9:11, 13:11, 10:12) |

### Finalspiele
| So., 29. August 2010, 12.00 Uhr, Spiel um Platz 3 |             |   |            |                                      |
| Spiel 16                                          | Deutschland | – | Italien    | 4 : 0 (11:9, 11:3, 11:8, 11:8)       |
| So., 29. August 2010, 14.00 Uhr, Finale           |             |   |            |                                      |
| Spiel 17                                          | Schweiz     | – | Österreich | 1 : 4 (11:9, 6:11, 6:11, 8:11, 8:11) |

## Platzierungen
| Rang | Land        |
| ---- | ----------- |
| 1.   | Österreich  |
| 2.   | Schweiz     |
| 3.   | Deutschland |
| 4.   | Italien     |
| 5.   | Serbien     |
| 6.   | Tschechien  |
| 7.   | Katalonien  |